# Исторически ансамбъл на двореца Потала, Лхаса
Историческият ансамбъл на двореца Потала е архитектурен комплекс в Лхаса, столицата на Тибет в югозападен Китай, включващ 3 големи, разпологени в близост една до друга сгради – двореца Потала, двореца Норбулинка и храма Джоканг.
Дворецът Потала е главната резиденция на далай ламите и символ на тяхната традиционна власт в Тибет до изгонването им от китайците в средата на XX век. Сегашната сграда е строена през XVII век на мястото на по-старо съоръжение, водещо началото си от VII век. От VII век датира и Джоканг, най-важният будистки храм в Тибет. Дворецът Норбулинка е построен през XVII век като лятна резиденция на далай ламите и е смятан за един от образците на тибетската архитектура и изкуство.